# Alfred Redl
Alfred Redl, né le 14 mars 1864 et mort le 25 mai 1913, est un officier autrichien, qui était à la tête du contre-espionnage de l'Empire austro-hongrois.
Il était l'une des figures majeures dans le domaine de l'espionnage tel que ce dernier était défini antérieurement à la Première Guerre mondiale, utilisant une technologie et des méthodes novatrices pour l'époque. Il était néanmoins lui-même un espion au service de l’Empire russe et aurait pu, selon certaines sources, également l'être pour la France et l'Italie.

## Biographie
Alfred Redl, fils d'un modeste cheminot de Galicie, se fait remarquer dès l'école primaire par ses qualités intellectuelles et par son patriotisme au profit de l'Autriche-Hongrie. Aussi obtient-il par l'entremise de son instituteur une bourse en vue d'intégrer l'École militaire.

### Responsable de l'espionnage autrichien

#### Responsable au sein deEvidenzbureau
Bénéficiant de l'appui de son prédécesseur, Eugen Hordliczka, il devient rapidement le second de ce dernier, puis devient l'adjoint en titre au chef de l'Evidenzbureau en 1909. Il participe ainsi à la restructuration des services de renseignement militaire de la double monarchie, envoyant dans les postes militaires des officiers de renseignements, non seulement dans les villes de garnison, mais aussi dans les grandes villes de la monarchie danubienne, ces officiers devant travailler en relation avec les services de police.

#### Trahison
À partir de 1907, Alfred Redl est impliqué dans une affaire de trahison au profit de l'empire russe ; en effet, endetté par son train de vie, les sommes qu'il reçoit alors font de lui un millionnaire. Les renseignements qu'il fournit permettent aux Russes de neutraliser le réseau d'indicateurs autrichiens en Pologne et en Ukraine.
En 1913, pendant la crise de la guerre des Balkans, alors que l'Autriche et la Russie mobilisent l'une contre l'autre, le plan de mobilisation autrichien est vendu à la Russie, ce qui, en cas de conflit, permettrait aux stratèges russes de le contrer. Alfred Redl, homme de confiance de l' archiduc  héritier, dirige le service secret de l'armée autrichienne et est donc chargé de découvrir le traître. Parallèlement, le ministère des Affaires étrangères ouvre une enquête policière.

#### Chute
Pour démasquer le coupable, la police est autorisée à ouvrir toutes les lettres poste restante de l'Empire : une lettre arrive à la station frontière russe de Podvoloczyska portant l'adresse chiffrée « Bal de l'Opéra, poste restante » ; elle contient « six ou huit billets neufs de mille couronnes autrichiennes ». La police retrouve le destinataire, Alfred Redl ; ce dernier loge à l'hôtel Klomser. Le chef de l'état-major autrichien, Conrad von Hötzendorf, est averti et la nouvelle transmise au palais impérial qui décide que cette affaire ignominieuse pour l'armée autrichienne doit se terminer avec le moins de bruit possible. Deux officiers accompagnent Alfred Redl à son hôtel et posent un revolver devant lui ; ils patrouillent devant la chambre d'hôtel jusqu'à deux heures du matin lorsqu'un coup de revolver retentit. À l'insu de ses supérieurs, Alfred Redl était homosexuel et, semble-t-il, victime de maîtres chanteurs.
Le jeune officier Stefan Hromodka, ami du colonel Redl, est quant à lui condamné à trois mois de prison pour « crime de prostitution contre nature ».

## Dans la fiction

### Littérature
- Der Fall des Generalstabchefs Redl, livre d'Egon Erwin Kisch (1924)
- Le Monde d'hier. Souvenirs d'un Européen, livre de Stefan Zweig (1943), l'auteur évoque sa rencontre et surtout la chute d'Alfred Redl.
- « Extraits de l'ouvrage Un service d'espionnage du colonel von Walzel (1935) », Amicale des Anciens des Services Spéciaux de la Défense Nationale (AASSDN), 9 décembre 2009 (consulté le 21 septembre 2019).

### Filmographie
- Un bon patriote, téléfilm français (1974) avec Pierre Vaneck dans le rôle du colonel Redl, basé sur la pièce de John Osborne, A Patriot for me.
- Espionnage, film de Franz Antel (1955) avec Ewald Balser, Rudolf Forster, Oskar Werner.
- Colonel Redl (Oberst Redl), film de István Szabó (1985) avec Klaus Maria Brandauer.